# Nemesio Camacho
Nemesio Camacho Macías (Subachoque, noviembre de 1869-París, 7 de mayo de 1929) fue un abogado, político y empresario colombiano. 
Fue ministro, senador y gerente del Banco Central, del Tranvía de Bogotá y del Ferrocarril del Pacífico. 
Su hijo Luis Camacho donó el terreno de su propiedad denominado El Campín para la construcción del estadio de fútbol que lleva su nombre en Bogotá.

## Biografía
Nemesio Camacho nació en el municipio de Subachoque (Cundinamarca) en noviembre de 1869; ese mismo año murió su madre Isabel Macías. En 1882 ingresó a estudiar en el Colegio de San Bartolomé de Bogotá y murió su padre Silverio Camacho, por lo cual quedó bajo el cuidado de algunos familiares. Posteriormente estudió literatura en la Universidad Nacional, pero interrumpió sus estudios e ingresó a estudiar Filosofía y Jurisprudencia en la Universidad Externado, carrera que terminó en 1890. Obtuvo el título de abogado con nota "sobresaliente aclamado". Después de graduarse, abrió una oficina de abogado y ejerció el derecho hasta 1895, cuando estalló la guerra civil, en la cual apoyó y financió a los generales Siervo Sarmiento y Rafael Uribe en la Compañía de Occidente. En esta época fue nombrado director del Partido Liberal y fue postulado como candidato a la presidencia con Juan Evangelista Manrique y Miguel Samper.
Al finalizar la guerra volvió a su oficio de abogado hasta 1905, cuando aportó capital con Pepe Sierra para la creación del Banco Central y fue nombrado gerente, cargo que ejerció hasta agosto de 1907. En el mismo año de 1905 Rafael Reyes cerró el Congreso de la República y Nemesio Camacho fue elegido diputado en la Asamblea de Cundinamarca. En 1908 hizo parte de la sociedad que organizó la concesión para la construcción del Ferrocarril del Pacífico y al año siguiente se asoció en una cooperativa de productores de leche.
El Presidente Rafael Reyes lo nombró ministro de Obras Públicas y Fomento en 1908, y entre abril y mayo de 1909 asumió en forma provisional el Ministerio de Hacienda y del Tesoro, por renuncia de Jorge Holguín. Mientras estuvo en estos cargos desarrolló obras de infraestructura como el trazado de carreteras intermunicipales y ferrocarriles, y la instalación del servicio de energía eléctrica en varios municipios.

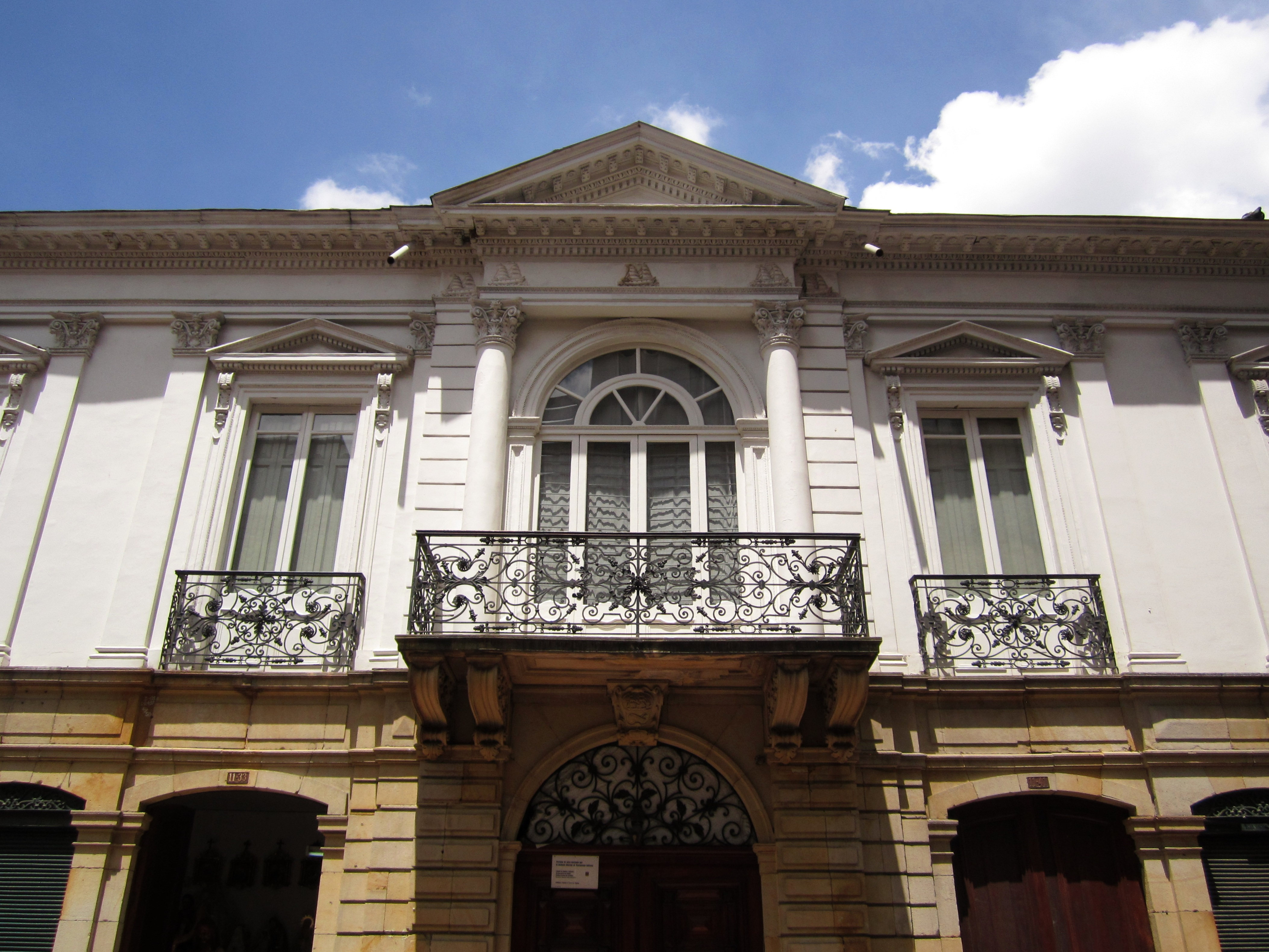
Propiedad de Nemesio Camacho en el centro histórico de Bogotá, diseñada en 1909 por el arquitecto francés Gaston Lelarge.

Al finalizar su labor como ministro en el gobierno de Jorge Holguín Mallarino fue nombrado gerente del Ferrocarril del Pacífico por la junta directiva, cargo que ejerció entre 1910 y 1915. En 1910 apoyó al candidato presidencial Carlos E. Restrepo y fue miembro de la Asamblea Nacional Constituyente que redactó la reforma constitucional de ese mismo año. En 1912 fue uno de los promotores y fundadores del Gran Salón Olympia de Bogotá en la sociedad conformada por los hermanos Juan y Donato Di Doménico. En 1913 participó en la convención del Partido Liberal encabezada por el general Rafael Uribe Uribe y al año siguiente asumió nuevamente la dirección del Partido tras el asesinato de Rafael Uribe. Ocupó en dos oportunidades el cargo de senador y representante a la Cámara por el Partido Liberal.
Entre 1919 y 1922 fue gerente del Tranvía Municipal de Bogotá. Su popularidad en este cargo fue tan grande que los primeros tranvías cerrados fueron llamados popularmente "Nemesías". En su gestión organizó pequeñas cooperativas de empleados encargados del mantenimiento de los rieles del tranvía por secciones, efectuó la ampliación de la Estación Central, ejecutó la prolongación de las líneas hacia el sur y el occidente y duplicó la capacidad de la línea de Chapinero.  
En 1921 lideró la coalición que presionó a la renuncia del presidente Marco Fidel Suárez. Fue nombrado ministro de Obras Públicas en el gobierno de Jorge Holguín Mallarino.
En 1924 por iniciativa de Gonzalo Mejía, ayudó a financiar la construcción del Teatro Junín de Medellín, cuya inauguración se realizó el 8 de octubre del mismo año con la proyección de la película italiana "La Sombra".
En diciembre de 1926 participó en la sociedad para la constitución de una Compañía de Frutas. En 1928, como representante a la Cámara, presentó un proyecto de reforma al sistema electoral en el cual propuso la expedición de la cédula de ciudadanía para todos los sufragantes. Este proyecto fue aprobado como Ley 31 del 12 de noviembre de 1929, con 41 votos a favor en la Cámara y 21 votos a favor en el Senado, algunos meses después de su muerte. Debido a su estado de salud, viajó a Francia para recibir tratamiento médico, pero falleció el 7 de mayo de 1929. Sus restos fueron repatriados y fue sepultado en el Cementerio Central de Bogotá.

Noticia de fallecimiento del doctor Nemesio Camacho publicada en la Revista El Gráfico Bogotá vol. 17 no. 927 (mayo de 1929).

## Amistades y socios
Si bien Félix Salazar Jaramillo fue su más frecuente socio y además gran amigo, Camacho fue también socio de otros miembros de la élite empresarial de su época, como Pepe Sierra.

## Propiedades
Al morir, Camacho dejó una gran fortuna principalmente consistente en propiedades en Bogotá y acciones en diferentes empresas, fruto de sus actividades empresariales, al ejercicio de su profesión y herencia de su familia. 
En 1934, el alcalde de Bogotá Jorge Eliécer Gaitán impulsó la idea de construir un estadio de fútbol para los bogotanos, aprovechando el 400° aniversario de la capital, y para acoger los Juegos Bolivarianos de 1938. El concejal Luis Camacho Matiz, hijo de Nemesio Camacho, donó un terreno de la hacienda El Campín, que hacía parte de los bienes que formaban la herencia de su padre (ubicada en la vieja Calle Cundinamarca). En efecto, allí se construyó el estadio que lleva su nombre, terminado en 1938.